# Premio Europeo RIBA
Il premio Europeo RIBA o RIBA European Awards fanno parte di un programma di premi del Royal Institute of British Architects. Completato dai premi nazionali e internazionali del RIBA, premia "l'eccellente lavoro svolto dai membri del RIBA nell'Unione europea al di fuori del Regno Unito".
Assegnato annualmente, è assegnato a un numero variabile di edifici. Sono giudicati dal RIBA Awards Group, e i vincitori hanno diritto allo Stirling Prize.